# Halloy (Pas-de-Calais)
Halloy is een gemeente in het Franse departement Pas-de-Calais (regio Hauts-de-France) en telt 213 inwoners (2004). De plaats maakt deel uit van het arrondissement Arras.

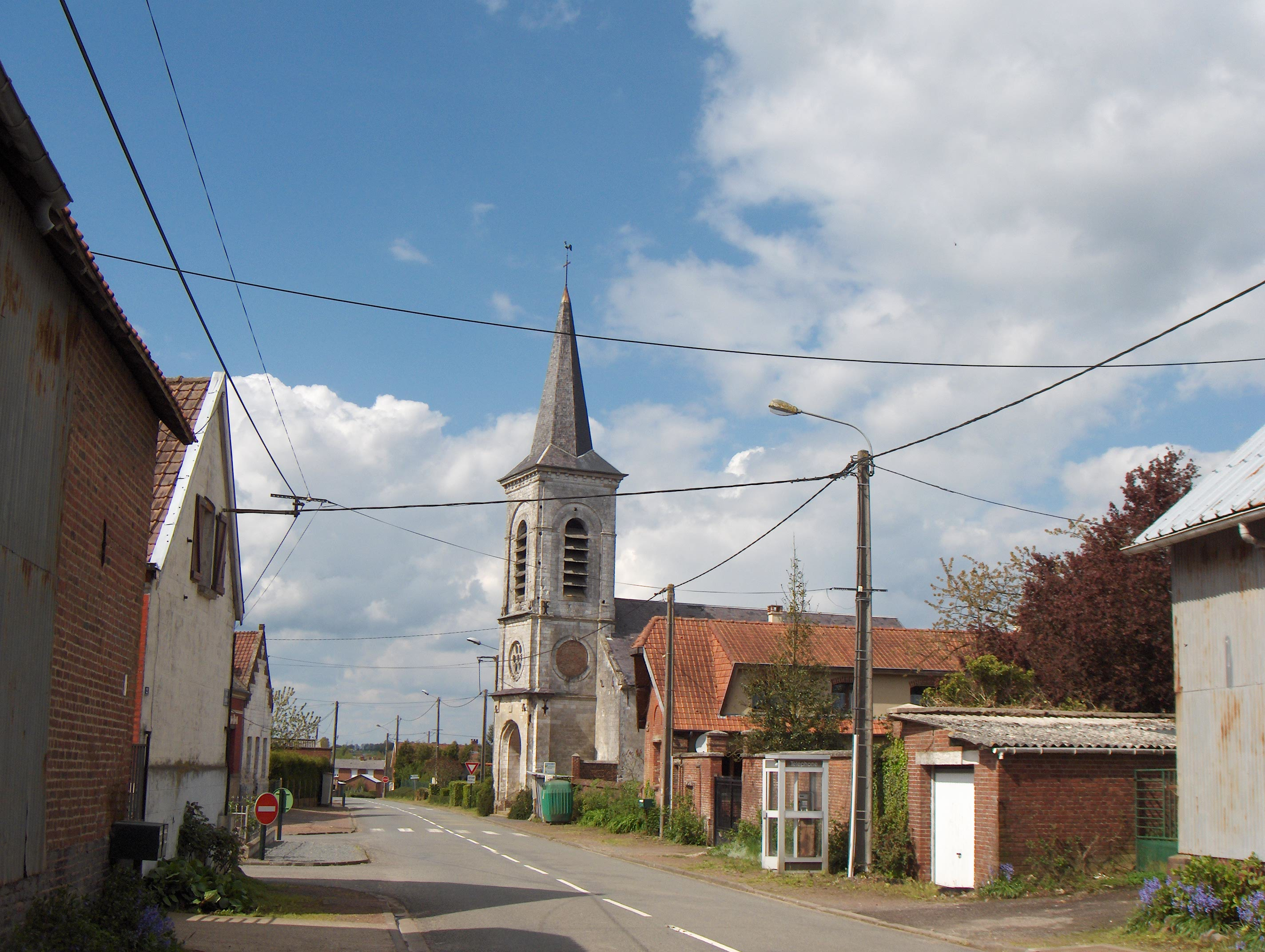
De Sint-Elooiskerk van Halloy in de rue de la Hayette

## Geografie
Halloy ligt bij de grens met het departement Oise. De oppervlakte van de gemeente bedraagt 3,4 km², de bevolkingsdichtheid is 62,6 inwoners per km². Halloy is een straatdorp dat grotendeels langs de D24 ligt die Orville met Lucheux verbindt. Het noordelijk deel is de rue de la Hayette, in het zuiden rue d'en Haut. Het landschap is licht heuvelachtig (tussen 115 en 158 meter) en watert af naar de Authie, westwaarts (en niet naar het Scheldebekken, zoals grote delen in het westen van Pas-de-Calais).
De onderstaande kaart toont de ligging van Halloy (Pas-de-Calais) met de belangrijkste infrastructuur en aangrenzende gemeenten.

## Demografie
Onderstaande figuur toont het verloop van het inwonertal (bron: INSEE-tellingen).

## Etymologie
De naam is reeds geattesteerd in 1127-44. Ze gaat mogelijk terug op Hasletum, een Latijns-Romaanse afleiding (collectivum) van de Germaanse stam hasla- 'hazelaar'. De oorsprong zou daarmee hetzelfde zijn als die van plaatsnamen in het Nederlandse taalgebied als Hasselt, Ophasselt, enz., maar met een volledig Romaanse/Franse klankevolutie. Anderen leiden de betekenis af van het Germaanse woord 'hal' (woonruimte van een hoofdman) - in elk geval is geen dergelijke hal of herenverblijf in historische tijden bekend.

## Geschiedenis
De plaats Halloy had tot in 1756 geen eigen kerk en hing kerkelijk en bestuurlijk af van de heerlijkheid van Orville (ca. 3,5 km van Halloy). In de middeleeuwen hoorde het bij het oude graafschap Saint-Pol, dat uiteindelijk bijna volledig opging in het graafschap Artesië. Vanaf de 14e eeuw maakt Halloy als onderdeel van Artesië deel uit van de Bourgondische Nederlanden, later de Zuidelijke Nederlanden, tot Artesië in 1659 definitief door Frankrijk wordt veroverd en aangehecht.
De gemeentegrenzen van Halloy hebben een rechthoekige structuur, net als die van naburige gemeenten als Pommera, Mondicourt, Grincourt-lès-Pas, Famechon enz. De reeks is zuidwest - noordoost georiënteerd, net als de vermoedelijke Romeinse heerweg die Atrecht via Thièvres met Amiens verbond. Mogelijk gaan de gemeentegrenzen van Halloy en haar buurgemeenten daarom terug op de koloniale Romeinse landbouwexploitaties of villae, die in rechthoekige structuren langs heirwegen waren gesitueerd.